# 土棚 (藤沢市)
土棚（つちだな）は、神奈川県藤沢市にある大字。

## 地理
藤沢市の北部に位置する。相模野台地上の引地川と一色川（引地川支流）の間にあり、綾瀬市南部から藤沢市北部にかけての土棚と名のつく地域の中で最南端に位置する。
地域の大半はいすゞ自動車藤沢工場の敷地が占める。
西には葛原、南は円行、西は湘南台・下土棚と隣接する。
北は狭い下土棚を挟んで綾瀬市上土棚南にも近い。
葛原との境には横須賀水道が通るが、いすゞ自動車藤沢工場の敷地内である。

## 歴史
高座郡に属し、平安時代末期から鎌倉時代初期に成立した渋谷荘に含まれていた。「土棚」の名の由来の一説として、大庭氏と渋谷氏が争った結果であるという説がある。
江戸時代以前は高座郡下土棚村の領域であった。廃藩置県後、六会村の成立に伴いそのまま領域に含まれる。
昭和19年に海軍電測学校が現在の大字土棚に設立され、
その敷地が戦後いすゞ自動車の藤沢工場となり、藤沢市北部の工業地帯の中心として発展することになる。
いすゞ自動車藤沢工場の建設を機に藤沢市北部は区画整理事業が進み、現在の湘南台・円行・石川北部の市街地化の基となった。

### 地名の由来
複数の説がある。
- 引地川の浸蝕で関東ローム層の断崖が土の棚のようになった様からとする説
- 大庭景親と渋谷重国が戦いのために引地川をせき止めた後、土砂が棚状に残った様からとする説

### 沿革
- 1878年（明治11年） - 大小区制の廃止と郡区町村編制法の制定によって亀井野・石川・西俣野・円行・今田・下土棚による6ヶ村組合が設立される。[8]
- 1889年（明治22年） - 町村制施行により六会村となる。
- 1942年（昭和17年）3月10日 - 合併により藤沢市となる。
- 1944年（昭和19年）9月1日 - 海軍電測学校が開設される。
- 1945年（昭和20年）9月15日 -  海軍電測学校が閉校。
- 1960年（昭和35年）3月14日 -  いすゞ自動車の進出決定[9]。
- 1961年（昭和36年）- いすゞ自動車藤沢工場が海軍電測学校跡地に建設される。
- 1969年（昭和44年）- 藤沢高等自動車学校が公認を受ける。
- 2012年（平成24年）4月11日 - 石川下土棚線がいすゞ自動車新東門まで部分開通[10]。

## 世帯数と人口
2023年（令和5年）9月1日現在（藤沢市発表）の世帯数と人口は以下の通りである。
| 大字 | 世帯数  | 人口  |
| ---- | ------- | ----- |
| 土棚 | 288世帯 | 593人 |

### 人口の変遷
国勢調査による人口の推移。
| 年                 | 人口 |
| ------------------ | ---- |
| 1995年（平成7年）  | 239  |
| 2000年（平成12年） | 228  |
| 2005年（平成17年） | 229  |
| 2010年（平成22年） | 210  |
| 2015年（平成27年） | 373  |
| 2020年（令和2年）  | 467  |

### 世帯数の変遷
国勢調査による世帯数の推移。
| 年                 | 世帯数 |
| ------------------ | ------ |
| 1995年（平成7年）  | 88     |
| 2000年（平成12年） | 89     |
| 2005年（平成17年） | 99     |
| 2010年（平成22年） | 98     |
| 2015年（平成27年） | 166    |
| 2020年（令和2年）  | 221    |

## 学区
市立小・中学校に通う場合、学区は以下の通りとなる（2015年6月時点）。
| 番地 | 小学校                 | 中学校             |
| ---- | ---------------------- | ------------------ |
| 全域 | 藤沢市立富士見台小学校 | 藤沢市立長後中学校 |

## 事業所
2021年（令和3年）現在の経済センサス調査による事業所数と従業員数は以下の通りである。
| 大字 | 事業所数 | 従業員数 |
| ---- | -------- | -------- |
| 土棚 | 57事業所 | 9,355人  |

### 事業者数の変遷
経済センサスによる事業所数の推移。
| 年                 | 事業者数 |
| ------------------ | -------- |
| 2016年（平成28年） | 39       |
| 2021年（令和3年）  | 57       |

### 従業員数の変遷
経済センサスによる従業員数の推移。
| 年                 | 従業員数 |
| ------------------ | -------- |
| 2016年（平成28年） | 9,473    |
| 2021年（令和3年）  | 9,355    |

## 交通

### 鉄道
- 当地を通る鉄道路線はない。最寄り駅は湘南台駅。

### バス
いすゞ自動車勤務者向けのバスが湘南台駅西口との間を運行している。

### 道路
- 都市計画道路 土棚石川線
- 都市計画道路 石川下土棚線

## 施設
- 藤沢市建設資源リサイクルセンター[20]
- いすゞ自動車藤沢工場
  - いすゞ車体 - 本社
  - いすゞテクノ - 本社
- 藤沢高等自動車学校
- 横須賀水道

## その他

### 日本郵便
- 郵便番号 : 252-0806[4]（集配局 : 藤沢北郵便局[21]）。